# USS Independence (CVL-22)
Pour les autres navires du même nom, voir USS Independence.
L'USS Independence (CVL-22) est un porte-avions léger américain de la classe Independence engagé sur le théâtre Pacifique pendant la Seconde Guerre mondiale
Navire de tête d'une série de neuf croiseurs légers de la classe Cleveland transformés dans l'urgence pour pallier le manque de porte-avions d'escadre, l'Independence entre en service en 1943 et participe au début de l'offensive du Pacifique Central. Torpillé lors de la campagne de Tarawa, il devient, après réparation, le premier porte-avions spécialisé dans les opérations de nuit. Redevenu porte-avions de jour en 1945, il participe aux opérations jusqu'à la fin du conflit.
Il est sacrifié lors des essais nucléaires de Bikini en 1946. Gravement endommagé et contaminé, il sert à diverses expériences avant d'être coulé au large de la Californie en 1951.

## La classe Independence

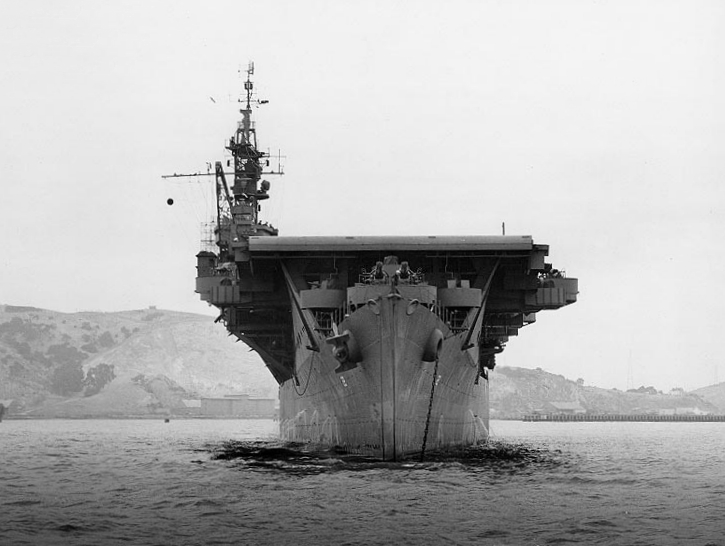
L'Independence, juillet 1943

L'idée de construire des porte-avions sur une base de coque de croiseur est antérieure à l'attaque de Pearl Harbor mais, en août 1941, le président Roosevelt - qui avait été secrétaire adjoint à la Marine sous Josephus Daniels de 1913 à 1920 et qui reste très impliqué personnellement dans les programmes de construction navale,, - propose de convertir en porte-avions un certain nombre de croiseurs légers de la classe Cleveland qui sont en cours de construction,,. Son idée est d'abord rejetée par la marine, qui doute des qualités militaires de ces navires hybrides et qui pense qu'il faudra de plus trop longtemps pour les produire, mais elle est reprise lors de l'entrée en guerre et un programme de conversion d'urgence acceptant de nombreux compromis aboutit à la classe Independence. La New York Shipbuilding Corporation qui doit construire dix-sept Cleveland dans ses chantiers de Camden, New Jersey, reçoit dès le 10 janvier un avenant à son contrat lui confirmant le conversion d'un premier croiseur. De nouveaux avenants entre mars et juin porteront la série à neuf navires. Les neuf unités sont toutes lancées et en service avant la fin de 1943.

## Lancement et entrée en service

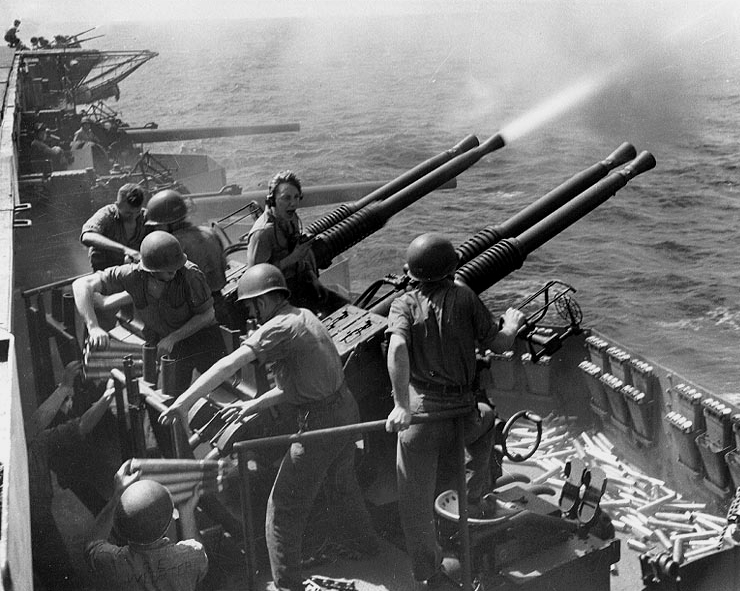
Affût quadruple Bofors 40 mm (avec canons de 127 mm en arrière plan)

Le premier bâtiment de la nouvelle série (name-ship ou navire de tête), qui avait été mis en chantier sous le nom d'Amsterdam (CL-59) en mai 1941, est rebaptisé du nom d'un sloop de 10 canons de la guerre d'indépendance américaine. Il est lancé le 22 août 1942. Sa marraine est Mme Dorothy Warner, épouse de Rawleigh Warner et président de Pure Oil Co. Il entre en service le 13 janvier 1943, sous le commandement du capitaine de vaisseau (captain) GR Fairlamb Jr.
En mai 1943, ses chasseurs  F4F Wildcat sont remplacés par les nouveaux F6F Hellcat qui entrent alors en service.
Initialement classé comme un porte-avions d'escadre, l'Independence reçoit le numéro CV-22, puis à la suite d'un changement de classification en juillet 1943, il devient le porte-avions léger CVL-22. Au sein de la flotte américaine, son surnom est : The Mighty I (le puissant « I »).
Dès 1943, avant même le départ du navire pour le Pacifique, les deux pièces simples de 127 mm/38 Mk12 montées initialement (une à la proue et une à la poupe) sont retirées. Chaque pièce est remplacée par un affût quadruple de 40 mm Bofors, jugé - à l'époque - plus efficace contre les avions et surtout plus léger.
Le navire traverse le canal de Panama pour rejoindre la Flotte du Pacifique et arrive à San Francisco le 3 juillet 1943. Il commence une série d'exercices à Pearl Harbor le 14 juillet.
Initialement composé de chasseurs, de bombardiers en piqué et de bombardiers torpilleurs le groupe aérien est modifié à la lumière des premiers mois d'expérience car les bombardiers en piqué Douglas SBD Dauntless, dont les ailes ne sont pas repliables, prennent trop de place à bord. Ils sont donc éliminés et le nombre de chasseurs F6F est porté de 12 à 24.

## Au combat

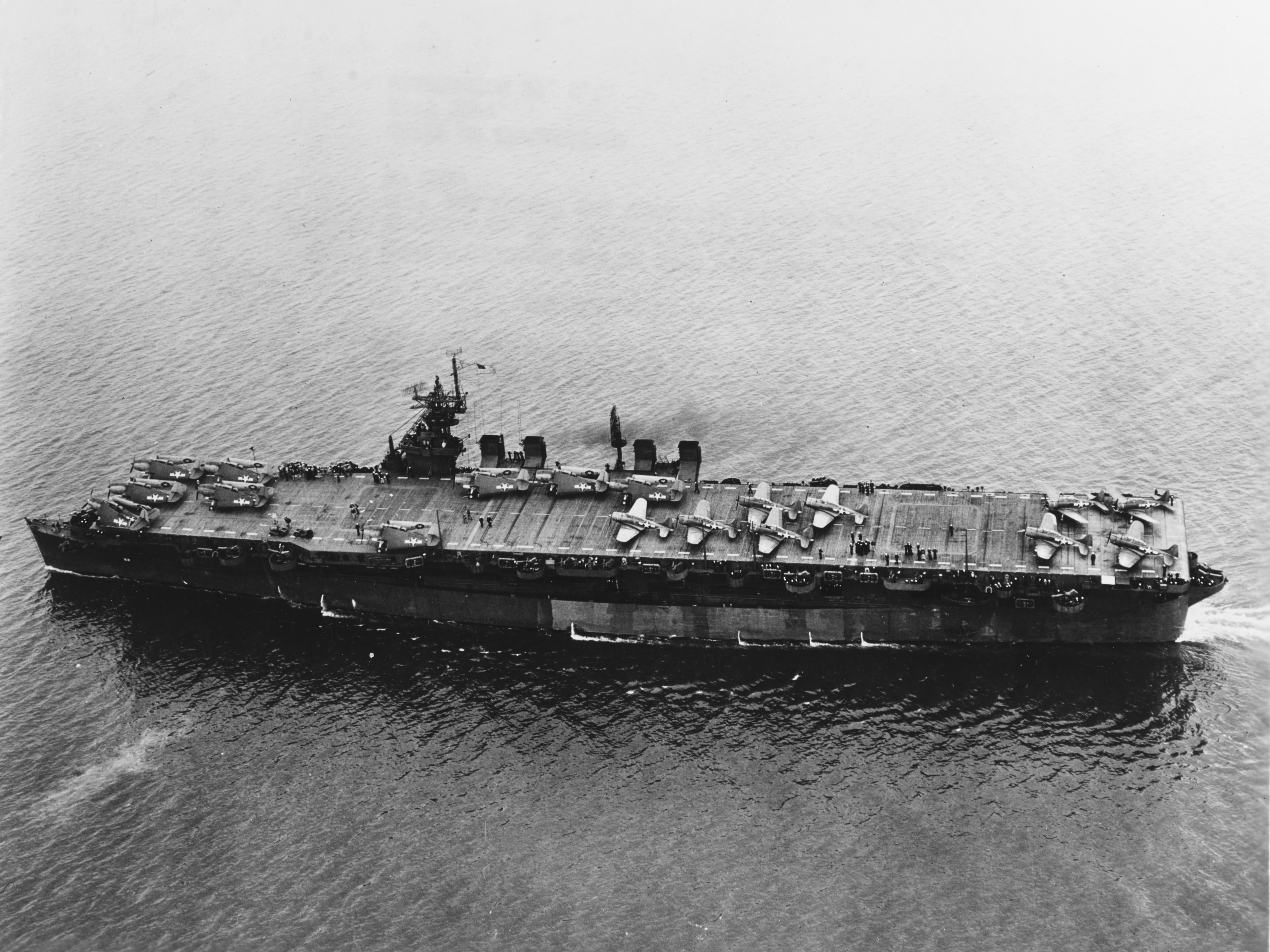
L'Independence dans la baie de San Francisco - 15 juillet 1943

L'Independence participe au raid sur l'île Marcus avec les porte-avions USS Essex et USS Yorktown au cours duquel 70 % des installations de l'île sont détruites.
Pendant la bataille de Tarawa, le 20 novembre 1943, il est touché par une torpille lors de la contre-attaque japonaise qui fait 17 morts ou disparus et 23 blessés. Sérieusement endommagé, le navire doit se replier sur Funafuti pour des réparations temporaires puis Hawaï, avant de rentrer à San Francisco le 2 janvier 1944 pour des réparations définitives.
Il retourne à Pearl Harbor le 3 juillet 1944. Au cours de sa période de réparation, le navire a été équipé d'une catapulte supplémentaire et le radar SC-2 a été remplacé par un SM avec altimétrie,. Pour gagner du poids, le nombre de canons de 20 mm Oerlikon de sa DCA légère a été réduit à quatre.
À son arrivée dans les eaux hawaïennes, l'Independence commence la formation pour des opérations de nuit et, le 29 août, il prend part à l'opération des Palau et à la bataille de Peleliu, visant à obtenir des bases pour l'assaut final sur les îles des Philippines en octobre. En l'absence de contre-attaques japonaises, il mène des missions contre les forces japonaises sur Luçon ou Okinawa.
L'Independence participe également à la bataille du golfe de Leyte au cours de laquelle ses avions contribuent notamment à couler le cuirassé Musashi en octobre 1944. Le 14 novembre 1944, il opère au large des Philippines pour des attaques de nuit et des opérations défensives avant de participer à l'incursion de la flotte en mer de Chine méridionale pour effectuer des raids contre les forces japonaises en Indochine occupée. Il subit plusieurs typhons pendant la campagne et retourne à Pearl Harbor le 30 janvier 1945 pour entretien et réparations.
Redevenu porte-avions de jour, l'Independence rejoint Ulithi le 13 mars 1945, il est directement affecté à la bataille d'Okinawa le lendemain. Ses avions bombardent, les 30 et 31 mars, les positions japonaises la veille du débarquement sur Okinawa. Pendant la bataille, ils abattent de nombreux avions ennemis lors d'attaques kamikaze désespérées des forces japonaises. Le porte-avions reste au large d'Okinawa jusqu'au 10 juin avant de retourner dans le golfe de Leyte.
Jusqu'à la fin de la guerre, ses avions continuent les vols de reconnaissance pour localiser les derniers camps de prisonniers de guerre. Le navire quitte Tokyo 22 septembre 1945, en arrivant à San Francisco via Saipan et Guam le 31 octobre.

## Évolution du groupe aérien embarqué

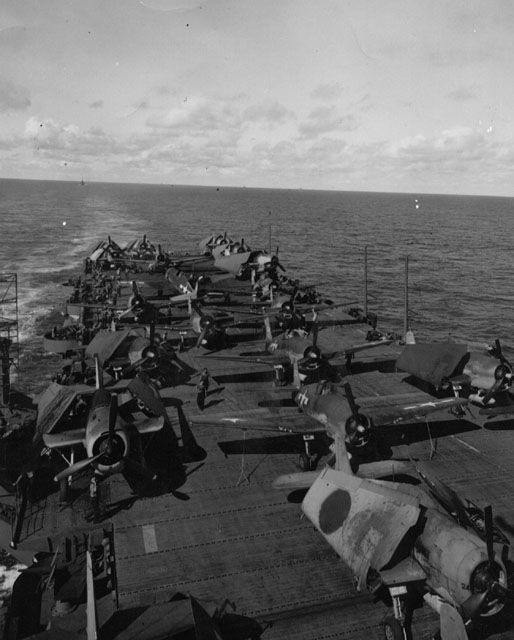
Grumman F6F Hellcat et TBF Avenger sur le pont de l'USS Independence en 1943

De 1943 à septembre 1945, l'Independence embarque successivement les groupes aériens CVLG-22, 41(N), 46, puis 27. Fin septembre, le groupe 21 remplace le groupe 27 pour le retour du navire aux États-Unis.
La taille du groupe aérien, qui comportait environ une trentaine d'appareils, est à nouveau réduite lorsque l'Independence devient un porte-avions de nuit de juillet 1944 à mars 1945. À partir de mars 1945 le groupe comprend généralement 24 à 26 F6F Hellcat - dont quelques modèles -P pour la reconnaissance photographique - et 9 bombardiers torpilleurs Avengers.
| Année                         | Air Group                    | Flottille | Chasseurs         | Flottille | Bombardiers en piqué | Flottille | Bombardiers torpilleurs | Total |
| 1943 (mai)                    | CVG-22                       | VF-22     | 12 F4F-4          | VC-22     | 9 SBD-5              | VC-22     | 9 TBF-1                 | 30    |
| 1943 (septembre)              | CVLG-22                      | VF-6      | 24 F6F-3          |           |                      | VT-22     | 9 TBF-1                 | 33    |
| 1944-1945 (juillet à février) | CVLG(N)-41 (Night Air group) | VF(N)-41  | 14 F6F-5N 5 F6F-5 |           |                      | VT(N)-41  | 8 TBM-1D                | 27    |
| 1945 (février à juin)         | CVLG-46                      | VF-46     | 26 F6F            |           |                      | VT-46     | 9 TBM-3/-3E             | 35    |
| 1945 (juin à septembre)       | CVLG-27                      | VF-27     | 24 F6F            |           |                      | VT-27     | 9 TBM-3/-3E             | 33    |

## Le premier porte-avions de nuit américain

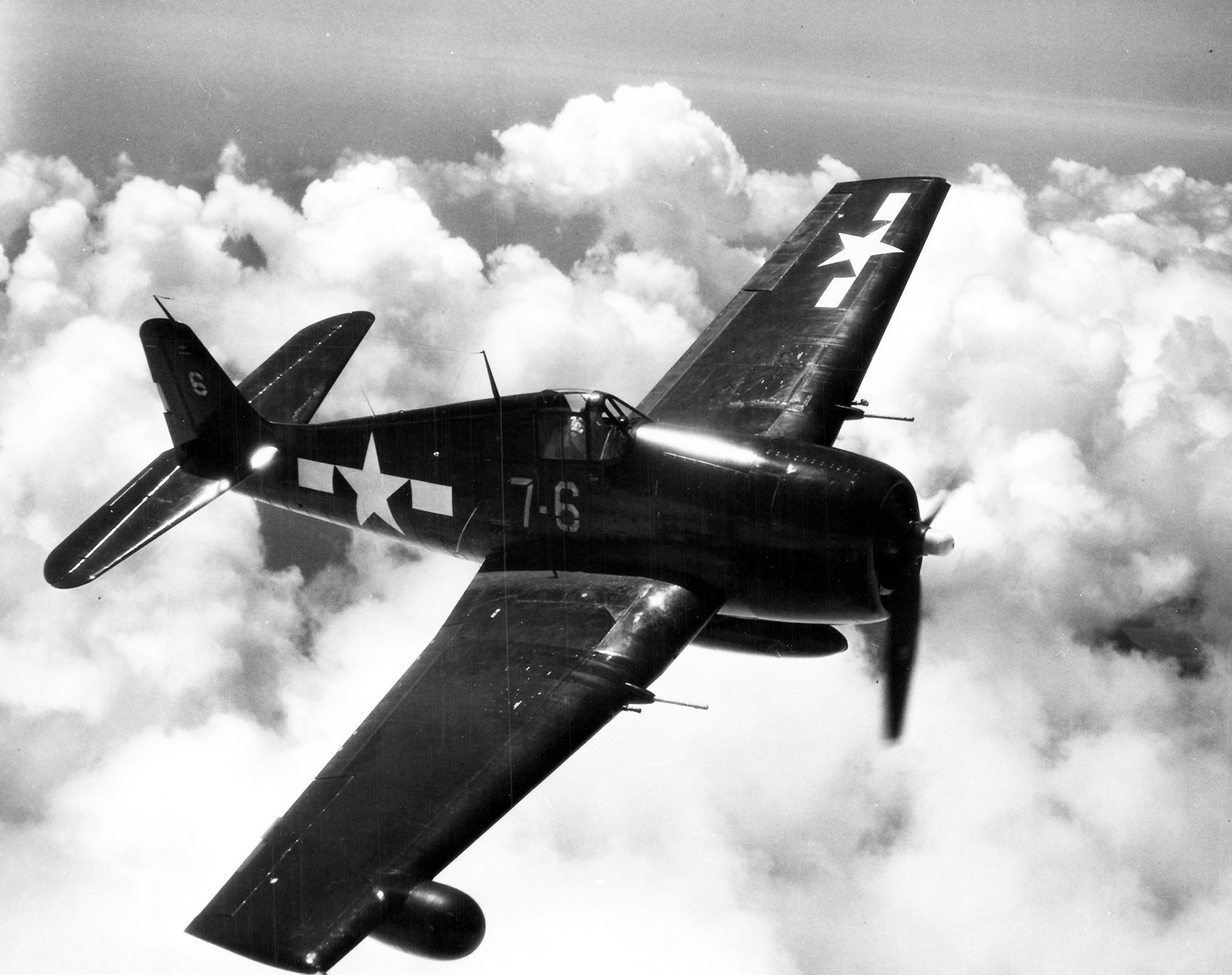
Chasseur de nuit F6F-5N

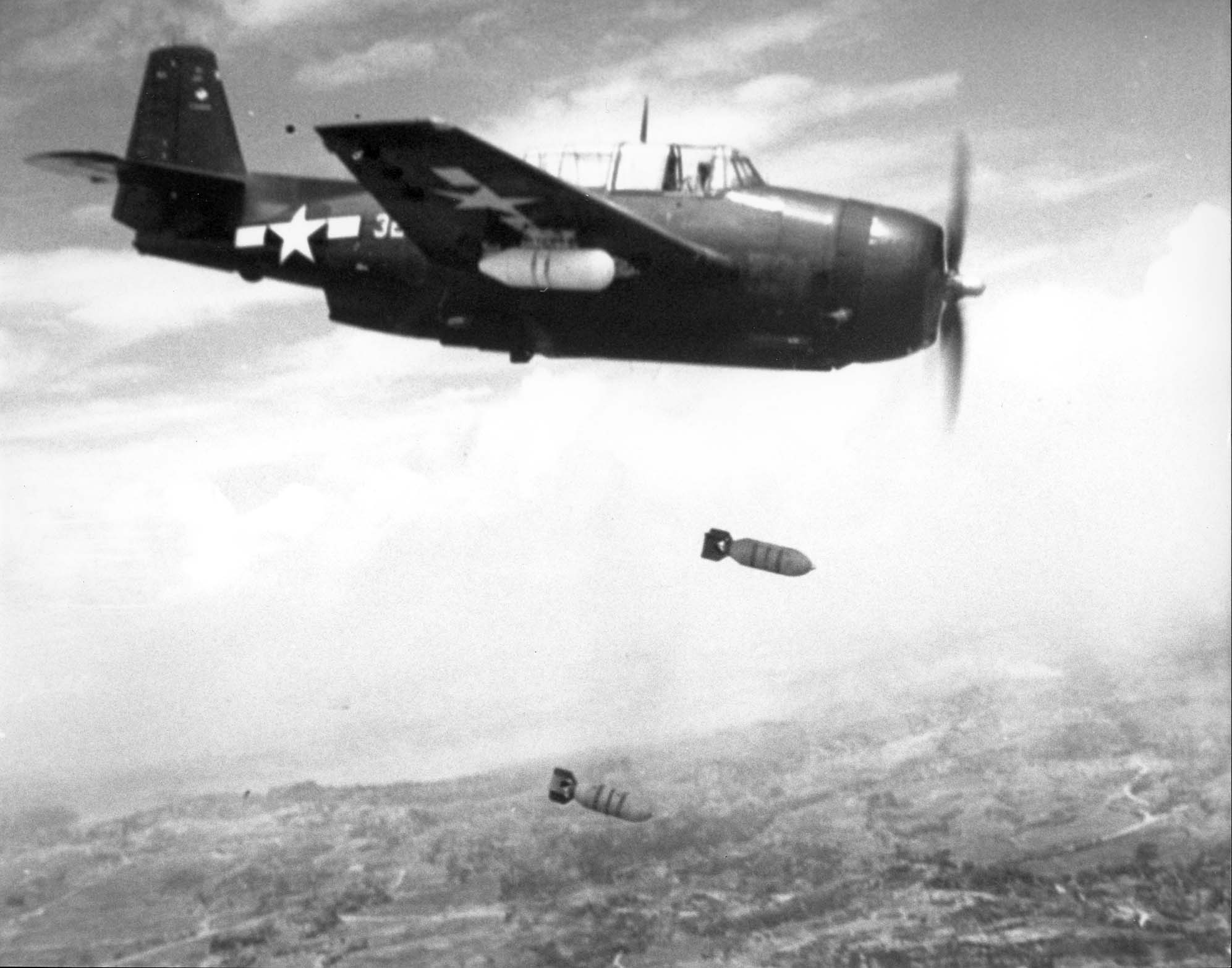
TBM Avenger avec nacelle radar sous l'aile droite

La Seconde Guerre mondiale voit l'essor de la guerre aérienne de nuit grâce surtout au perfectionnement du radar qui - au sol ou embarqué sur les navires - permet le guidage des chasseurs vers les bombardiers ennemis. Bientôt apparaissent des radars embarqués à bord des avions eux-mêmes, qui permettent aux chasseurs - guidés dans un premier temps depuis le sol- d'assurer eux-mêmes la dernière phase d'une interception ou aux bombardiers de repérer leur objectif puis de l'attaquer.
La marine américaine se dote dès la fin de 1943 de ses premiers chasseurs de nuit embarqués, des  F4U-2 Corsair équipés d'un radar logé dans une nacelle implantée sur l'aile droite de l'avion. Quelques mois après, une première version de chasse de nuit du Grumman F6F Hellcat est mise en service, le F6F-3E équipé d'un radar AN/APS-4, suivi du F6F-3N, qui reçoit la version améliorée -6. Quelques flottilles sont basées à terre dans les îles Salomon dès 1943 puis, début 1944, les premiers porte-avions reçoivent chacun un détachement comptant quatre chasseurs. Les pilotes ont reçu un entraînement supplémentaire de 29 semaines et des procédures sont mis au point pour faciliter l'approche et l'appontage de nuit. Cependant, sur un porte-avions de cette époque, pour qu'un seul avion puisse apponter en fin de mission, il faut déplacer vers l'avant du navire tous les appareils qui étaient restés sur l'arrière du pont pendant les décollages ou les catapultages. Ce respotting mobilise l'ensemble des équipes et ne rend pas les chasseurs de nuit très populaires à bord. L'invention de la piste oblique quelques années après la fin de la guerre aidera considérablement à résoudre le problème car il devient alors possible d'assurer simultanément des catapultages et des appontages sans déplacer la totalité des appareils mais, pendant la guerre, cette solution n'existe pas encore et il est quasiment impossible de mener des opérations aériennes de jour puis de les poursuivre la nuit sans épuiser rapidement les équipages.
La solution consiste, dès qu'un nombre suffisant de porte-avions est disponible, à spécialiser certains d'entre eux dans les opérations de nuit en les dotant d'un groupe aérien dont tous les appareils (chasseurs et bombardiers) sont équipés de radars. En juillet 1944, l'Independence, qui sort de réparations après avoir reçu une torpille lors de la campagne de Tarawa, est le premier navire choisi pour cette mission, de préférence à un porte-avions d'escorte, dont le pont est un peu plus large mais qui est trop lent et pas assez protégé pour évoluer avec la flotte.
Le groupe aérien choisi est constitué autour de le flottille VF(N)-79 qui est dissoute pour donner naissance au CVLG(N)-41 sous le commandement du capitaine de frégate Turner F. Caldwell, un vétéran de la campagne de Guadalcanal trois fois décoré de la Navy Cross. C'est le premier groupe aérien spécialisé dans les opérations de nuit et il est composé lui-même de la flottille de chasse VF(N)-41 équipée de chasseurs F6F-3E, F6F-3N puis F6F-5N et de la flottille de bombardement VT(N)-41, sur bombardiers-torpilleurs TBM-1C et -1D. Dans un premier temps, l'Independence n'effectue que peu de missions de nuit et son groupe aérien est fréquemment modifié par transfert de pilotes et d'avions avec les autres porte-avions de la Task-Force mais à partir de l'invasion des Philippines, le groupe est à nouveau constitué exclusivement d'appareils spécialisés dans les missions nocturnes.  
Pour faire décoller ou apponter ses avions, un porte-avions doit impérativement adopter une « route aviation » face au vent, qui ne correspond pas nécessairement à la route suivie par le reste du task-group auquel il appartient et donc, avant le crépuscule, le porte-avions de nuit et ses escorteurs constituent une task-unit temporaire qui opère à proximité mais indépendamment de son task-group d'origine avant d'être dissoute à l'aube.
Pendant la compagne des Philippines, les avions du groupe jouent un rôle important en localisant la task force japonaise puis en protégeant la flotte américaine lors d'interceptions au cours desquelles 46 appareils japonais sont détruits dont la majorité de nuit. L'as des pilotes de nuit de la Navy pour le conflit est le commandant en second de la VF(N)-41, le lieutenant de vaisseau (lieutenant) William E. Henry, qui atteint un score de 6 1/2 victoires de nuit, auxquelles s'ajoutent 4 victoires de jour. Il est suivi par le lieutenant Jack Berkheimer mais ce dernier disparaît lors d'une interception nocturne. Son score de 7 victoires 1/2 dont 5 1/2 de nuit, fait de lui le second as de l'aviation de chasse de nuit de la Navy pour la guerre.
La compagne se termine en janvier 1945 pour l'Independence qui, après son retour à Pearl Harbor, échange le CVLG(N)-41 contre un groupe de jour, le CVLG-46. En effet, après avoir d'abord commencé à entraîner un deuxième porte-avion léger, le Bataan, comme porte-avions de nuit, la marine décide de ne plus confier cette mission qu'aux grands porte-avions et elle est attribuée d'abord à l'Enterprise (CV-6/CVG(N)-90) et au Satatoga (CV-3/CVG(N)-53), puis au Bon Homme Richard (CV-31/CVG(N)-91). Toutefois, des détachements de six chasseurs de nuit restent à bord de la plupart des grands porte-avions jusqu'à la fin de la guerre.

## Fin de vie

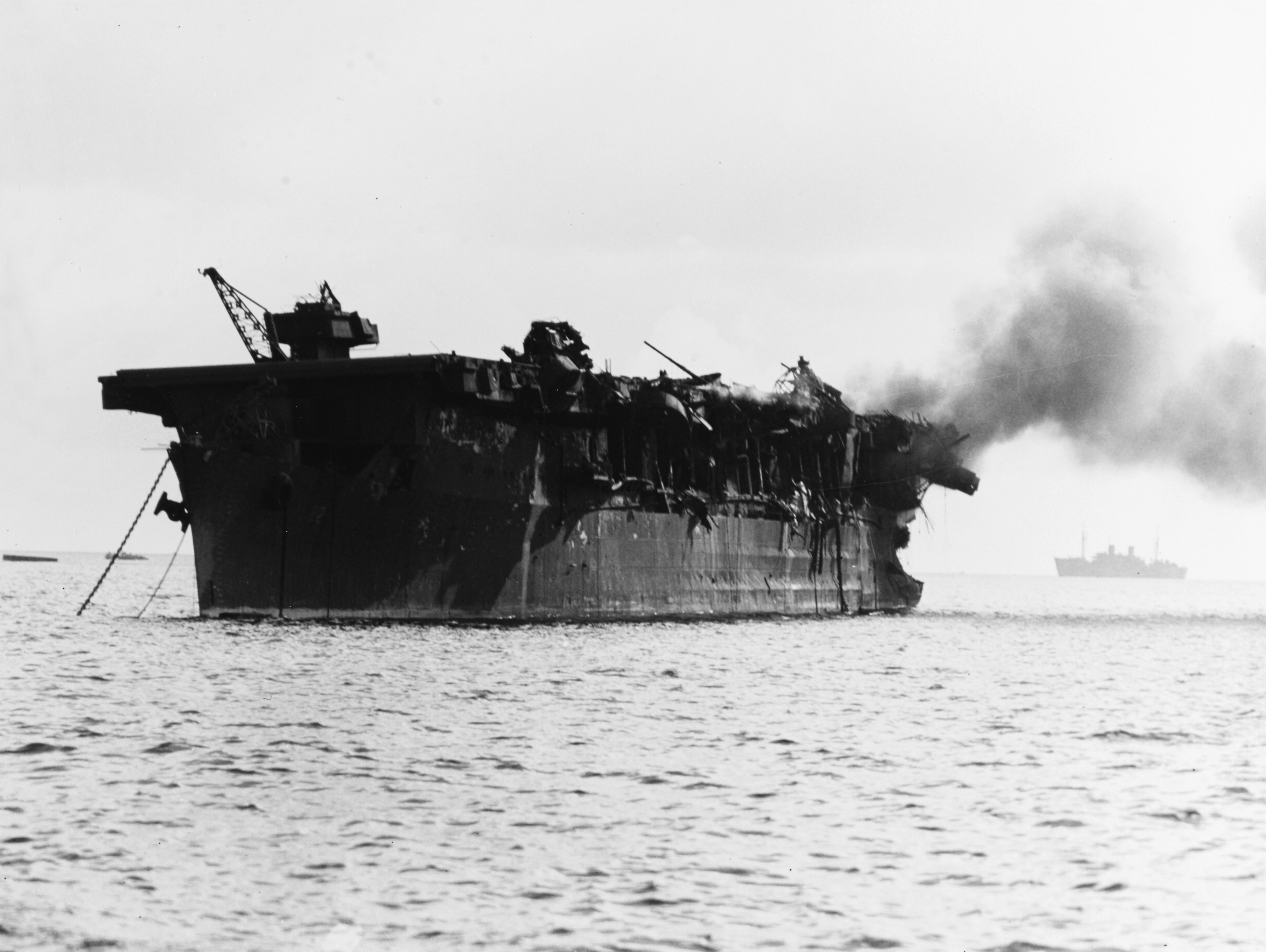
L'Independence après le premier test nucléaire à Bikini

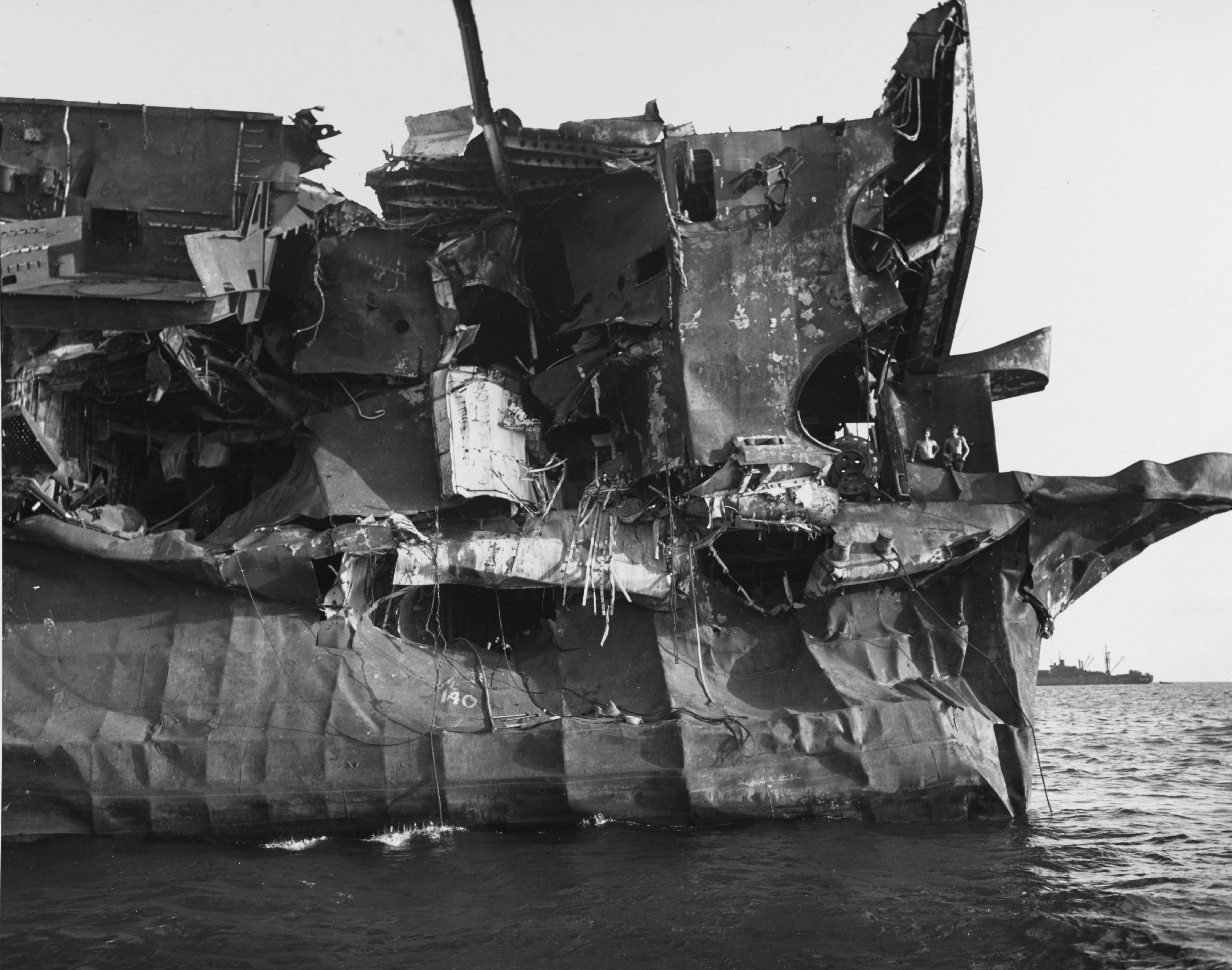
Dégâts à bâbord après l'essai Able

À la fin de la guerre, l'Independence participe à l'opération Magic Carpet (Opération Tapis Volant) pour rapatrier les troupes aux États-Unis. Entre novembre 1945 et janvier 1946, le navire effectue ainsi deux voyages, le premier à Saipan et Iwo Jima, le second à Saipan.
En juillet 1946, il sert de navire cible lors de l'opération Crossroads, série d'essais nucléaires sur l'atoll de Bikini et il est gravement endommagé. Sa coque, irradiée, est remorquée à Kwajalein (Iles Marshall). Retiré du service officiellement en août 1946, il est converti en laboratoire de décontamination flottant et sert à des expériences sur les radiations à Pearl Harbor et San Francisco avant d'être utilisé comme cible et coulé le 29 janvier 1951.
Il est torpillé par l'US Navy au large de San Francisco à la position géographique 37° 30′ N, 123° 05′ O, coulant avec des centaines de fûts de déchets radioactifs à son bord.
Son épave est redécouverte en mars 2015, dans un bon état de conservation par 800 m de fond, et sans trace de fuite radioactive. Cette découverte inquiète sur l'avenir écologique de la région des îles Farallon, laquelle a servi de décharge nucléaire.
Le 23 août 2016, une équipe scientifique filme pour la première fois l'épave avec un sous-marin télécommandé.

## Les commandants de l'Independence
- 14 janvier 1943 - 27 septembre 1943 : capitaine de vaisseau (captain) George Remington Fairlamb, Jr[28] ;
- 27 septembre 1943 - 26 juillet 1944 : capitaine de frégate (commander) Rudolph Lincoln Johnson[N 10]. Il échoue le navire le 27 juin 1944 lors de sa sortie de San Francisco après réparations mais conserve néanmoins son commandement - ce qui arrive rarement dans la Navy - et atteint même le grade de contre-amiral en 1952[29] ;
- 26 juillet 1944 - 11 février 1945 : capitaine de vaisseau (captain) Edward Coyle Ewen (reçoit la Navy Cross le 30 novembre 1944 pour la campagne de septembre-octobre 1944)[28] ;
- 11 février 1945 - 28 août 1946 : capitaine de vaisseau (captain) Noland M. Kindell[28].

D'une manière générale, les Independence n'embarquent que rarement un amiral pendant la Seconde Guerre mondiale mais l'Independence porte la marque des contre-amiraux Radford, Ragsdale et Montgommery en 1943. Par la suite, les amiraux n'embarquent plus que sur les « grands » porte-avions.